# Roslagen radio
Roslagen radio är en kustradiostation, invigd 1974, som numera ingår som en fjärrstyrd enhet i marinens nya kommunikationssystem vid Ålands hav. 

## Om stationen
Då behov uppstod i början på 1970-talet att driftsätta en marin kustradiostation för Ålands hav och södra Bottenhavet, valdes en placering i Roslagen. Sedan bunkrar, antenner och radiosystem hade iordningställts invigdes stationen 1974. Stationen har endast bemannats i samband med större övningar, och i övrigt fungerat som annex till Hårsfjärden radio. Denna funktion som annex kommer att vara kvar i nya organisationen Marinens Radio.